# E. Stevens Henry

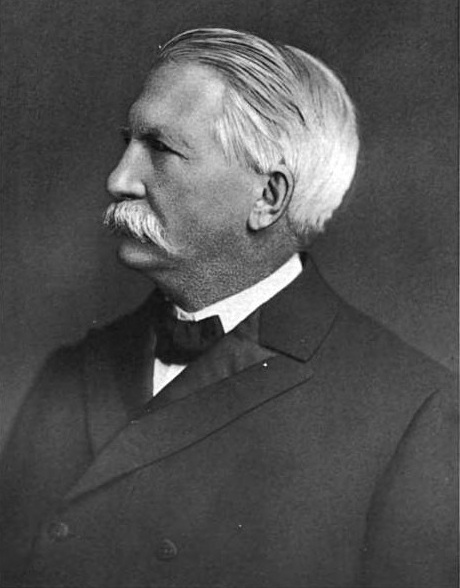
E. Stevens Henry

Edward Stevens Henry (* 10. Februar 1836 in Gill, Franklin County, Massachusetts; † 10. Oktober 1921 in Rockville, Connecticut) war ein US-amerikanischer Politiker. Zwischen 1895 und 1913 vertrat er den ersten Wahlbezirk des Bundesstaates Connecticut im US-Repräsentantenhaus.

## Werdegang
Stevens Henry kam schon in jungen Jahren nach Rockville in Connecticut. Dort besuchte er die öffentlichen Schulen. Danach handelte er mit Kurzwaren. Von 1870 bis zu seinem Tod im Jahr 1921, also auch während seiner politischen Tätigkeiten, war er Abteilungsdirektor für Finanzen der People’s Saving Bank in Rockville.
Henry war Mitglied der Republikanischen Partei. Im Jahr 1883 saß er als Abgeordneter im Repräsentantenhaus von Connecticut, von 1887 bis 1888 gehörte er dem Staatssenat an. Im Jahr 1888 war er Delegierter zur Republican National Convention in Chicago, auf der Benjamin Harrison als Präsidentschaftskandidat nominiert wurde. Von 1889 bis 1893 war Henry State Treasurer von Connecticut, von 1894 bis 1895 amtierte er als Bürgermeister von Rockville.
Bei den Kongresswahlen des Jahres 1894 wurde er im ersten Distrikt von Connecticut in das US-Repräsentantenhaus in Washington, D.C. gewählt, wo er am 4. März 1895 die Nachfolge des Demokraten Lewis Sperry antrat. Nach acht Wiederwahlen konnte er bis zum 3. März 1913 insgesamt neun zusammenhängende Legislaturperioden im Kongress absolvieren. Von 1907 bis 1911 war er Vorsitzender des Ausschusses zur Kontrolle der Ausgaben für staatliche Liegenschaften. Im Jahr 1912 verzichtete Henry auf eine erneute Kandidatur.
Nach dem Ende seiner Zeit im US-Repräsentantenhaus widmete sich Stevens Henry wieder seinen privaten Geschäften in Rockville. Dort ist er im Oktober 1921 auch verstorben.